# Chronologie de l'extraction houillère
La chronologie de l'extraction houillère, tributaire de ses utilisations pour la fonte puis l'acier, et des machines à vapeur pour faire fonctionner les mines, s'est enrichie à la fin du XVIIe siècle puis au XVIIIe siècle de découvertes technologiques qui ont accéléré la croissance économique en Europe et permis d'utiliser de nouveaux procédés dans la fabrication des métaux, en particulier celle de la fonte initialement effectuée avec du charbon de bois.

## Avant leXVIIIesiècle
- 1232 : Alès, témoignages écrits font état d'une rente annuelle versée par les exploitants de gisements de « terre noire » à l'abbé de Cendras, près d'Alès, où existe aussi le site argentifère de Vialas[1].
- 1272 : Newcastle premières mines autorisées par le roi Henri III d'Angleterre[2]
- 1295 : Blaye-les-Mines (Carmaux), un droit de péage d'un denier au pont d'Albi était perçu pour le charbon alimentant les forgerons de la région: 500 000 tonnes extraites jusqu'au XVIIIe siècle, 500 familles en vivant[3].
- 1355 : la règlementation des mines de charbon belge, mise en place après la Paix de Waroux
- XVIIe siècle : à Portes (Gard), mines connues, charbon envoyé à Alès grâce à une assez bonne route[4]
- Tower Colliery, plus ancienne mine de charbon du Royaume-Uni, et peut-être du monde, dans les vallées du Sud du Pays de Galles
- 1605 : des wagonnets en bois utilisés dans les mines de[5] Broseley, près de Coalbrookdale.
- 1615 : Philippe de Hurges dépeint Liège creusée de tant de galeries de mine que le versant gauche de la Meuse apparaît presque entièrement dominés de huttes de bure.
- 1647 : des fermiers des mines de charbon dans le bassin d'Alès se réunissent au sein d'un syndicat concurrent des petits exploitants contraints de vendre à bas prix[6].
- 1669 : Keller, parmi les premiers entrepreneurs de la fonte français révolutionne la technique française de coulée des canons en remplaçant la perce par la coulée avec un noyau en plâtre.
- 1685 : fondation à La Louvière de la Société du Grand Conduit, probablement la plus ancienne société charbonnière capitaliste d'Europe[7], qui de viendra la puissante société des Charbonnages du Bois-du-Luc.
- 1692 : Newcastle, Charles Montagu reprend 2/3 de la mine de Benwell, inondée, installe des wagons de bois et contourne l'obligation de passer par[8], propriétaires[9] la "hostmen company"
- 1694 : Newcastle, trois sociétés par action créées, dont The Blythe Coal Company
- 1696 : Newcastle, Charles Montagu (1658-1721) attaqué par les 26 propriétaires de la « Hoastmen », de la vallée de la Tyne, qui craignent baisse des prix
- 1698 : Newcastle, Charles Montagu (1658-1721) voit sa mine de Benwell noyée[10].
- 1698 : Thomas Savery dépose un brevet sur une pompe destinée à l'exploitation minière, fonctionnant à la vapeur, directement inspirée des travaux de Edward Somerset : c'est la première machine à vapeur qui ait réellement fonctionné.
- 1699 : Newcastle, Charles Montagu (1658-1721) achève rail de six kilomètres reliant sa mine de Gibside à la rivière Tyne. Sa production passe de 27 000 à 105 000 tonnes[11].

## XVIIIesiècle
- 1700 : les mines de charbon d'Écosse produisent 0,4 million de tonnes, moins que celles de Newcastle 0,48 million.
- 1701 : Newcastle, Charles Montagu (1658-1721) et cinq autres propriétaires créent le "coal office" pour vendre leur charbon à Londres, avec ristournes de 3 dixièmes.
- 1702 : enquête du Parlement sur le coal office de Newcastle
- 1703 : la Reine d'Angleterre demande une enquête sur les ententes sur les prix à la demande des "Hostmen"[12]
- 1704 : Jean-Martin Wendel achète les Forges de la Rodolphe à Hayange, devenant ainsi le premier maître de forges de la famille
- 1709 : Saint-Étienne, la plupart des 26 mines ont fermé, selon le rapport de l'intendant qui évalue la production à 10 000 tonnes, pour une capacité de 25 000 tonnes[13].
- 1709 : Abraham Darby est le premier à utiliser la fonte au coke[14], mais se concentre sur des pièces à parois minces, cassantes et fragiles : ustensiles, pots, bassines, taques de cheminée, dont la minceur permet de limiter les coûts d'extraction de la houille et de concurrencer les produits à base de céramique.
- 1711 : Newcastle, une voie permet d'augmenter la production de Tanfield Moor et d'autres mines[15]
- 1712 : Thomas Newcomen, originaire du Devon, région riche en étain, où de nombreuses mines étaient exploitées, développe sa machine à vapeur, associé à Thomas Savery et son brevet de 1698.
- 1716 : à Fresnes-sur-Escaut, à 2 kilomètres de la frontière belge, le vicomte Jacques Désandrouin autorisé par le Roi à des recherches de houille.
- 1720 : à Fresnes-sur-Escaut, une veine de quatre pieds (à peu près 1,20 m) découverte à 35 toises de profondeur (70 m). Trois fosses exploitées  quelques années, les travaux poursuivis vers Valenciennes pour trouver un charbon plus gras
- 1724 : Francois Paul de Solages épouse Marie de Ciron seule héritière de la famille propriétaire de Carmaux
- 1726 : Newcastle, création d'une nouvelle voie et de l'Arche de Tanfield.
- 1727 : Joseph Hornblower commande des pompes de Thomas Newcomen pour les mines de Cornouaille.
- 1730 : la hausse du prix du charbon de bois commence à rendre la houille plus attractive pour fabriquer de la fonte.
- 1732 : Anzin? meilleur gisement du Nord-Pas-de-Calais exploité avec des machines de Thomas Newcomen, installées par Christophe Mathieu et l'anglais Sanders[16].
- 1735 : fondation à La Louvière de la Société Charbonnière de la Barrette
- 1738 : démarrage de la concession de Languin[16], près de Nantes, accordée à Simon Toussaint Jarry, officialisée en 1746, qui comptera 71 ouvriers en 1780.
- 1747 : 2e pompe de Thomas Newcomen, à la Compagnie des Mines de Basse-Bretagne
- 1750 : même en Angleterre, seulement 5 % de la production de fonte est effectuée au coke.
- 1750 : une centaine de machines de Thomas Newcomen fonctionnent en Angleterre[17].
- 1752 : Gabriel de Solages obtient le feu vert pour créer une verrerie et la Compagnie de Carmaux, qui emploie une centaine de personnes, dont la moitié au fond.
- 1752 : le charbon de Montrelais (450 km2) près d'Ancenis[18], qui vendra à la fonderie royale d'Indret, pour John Wilkinson, jugé aussi bon que le meilleur charbon de Newcastle.
- 1754 : plainte des nobles d'Ancenis réclamant des taxes à la compagnie des mines de Montrelais[19].
- 1754 : la Compagnie des mines de Montrelais, d'Antoine Ricouart d'Hérouville (1713-1782), obtient sa concession
- 1756 : guerre de Sept Ans, préfigurant la guerre d'indépendance. Face à une France trois fois plus peuplée, la Royal Navy a besoin de canons
- 1756 : les mines d'Anzin emploient 1 000 personnes[20]. La production est de 102 000 tonnes, depuis 1716, 22 fosses ouvertes sur le territoire de Fresnes-sur-Escaut
- 1757 : 3e pompe de Thomas Newcomen, à la compagnie des mines de Montrelais, visitée en 1782 par le chimiste Guyton-Morveau, puits à 115 mètres, canal vers la Loire envisagé.
- 1757 : la compagnie des mines d'Anzin créée entre le Emmanuel de Croÿ-Solre, seigneur du lieu, François Marie Le Danois, marquis de Cernay et seigneur de Raismes, la Compagnie Desandrouin-Taffin et la Compagnie Desandrouin-Cordier, toutes deux appartenant à Jacques Désandrouin et ses associés, qui n'obtiennent que 9 des 24 parts.
- 1757 : percement du Sankey Canal près de Liverpool
- 1757 : le sidérurgiste et inventeur de la machine à aléser John Wilkinson créé une entreprise qui va réussir la fonte au coke, ou coulée au coke.
- 1759 : John Roebuck fonde une petite usine sidérurgique, la Carron Company, à Carron, dans le Stirlingshire, associé avec le marchand Samuel Garbett et l'armateur écossais William Caddell. Le charbon de bois permettant de couler la fonte est remplacé par du coke, extrait des mines
- années 1760 : 300 mineurs à la Compagnie des mines de Montrelais, puis 600 à 700 dans les années 1780[21]
- 1760 : ou années suivantes 4e machine de Thomas Newcomen à la  concession de Languin[22]
- 1761 : le duc de Bridgewater rentabilise ses mines par le creusement du canal de Bridgewater
- 1764 : Pierre-François Tubeuf chargé de l'exploitation de la mine de charbon Cransac dans le Rouergue, pour des compagnies.
- 1765 : James Watt a l'idée d'une chambre de condensation séparée pour la machine à vapeur. Son professeur, le chimiste écossais Joseph Black, l'aide financièrement et lui présente John Roebuck.
- 1765 : rachat des mines de Pontpéan, pour 195 000 livres, par la Compagnie des Mines de Basse-Bretagne
- 1767 : en janvier, Matthew Boulton et ses amis de la Lunar Society proposent de construire le canal de Birmingham, près du fourneau de John Wilkinson. Feu vert du parlement l'année suivante.
- 1767 : concession des mines de charbon accordée à François de la Chaise au Creusot[23].
- 1768, la baron de Venterol, seigneur de La Motte fait creuser des galeries à La Mure, qui deviendront les Houillères du Dauphiné.
- 1769 : une demande d'exclusivité sur l'exploitation du charbon de Blanzy est accordée François de la Chaise.
- 1773 : Pierre-François Tubeuf obtient la concession pour 30 ans des mines du Gard dans la région d'Alès[6] et des mines de Rochebelle, gisement important et de bonne qualité.
- 1773 : Claude-Constant Juvénal d'Harville des Ursins, marquis de Traisnel, fonde l’Association des Fosses de Villers–au-Tertre, qui deviendra la Compagnie des mines d'Aniche.
- 1770 : l'arrêté du Conseil d'État autorise le sieur Martho et Compagnie à exploiter jusqu'en 1800 une concession sur la rive droite de l'Escaut près de Valenciennes.
- 1775 : Watt vend ses trois premières machines : Bloomfield Colliery (Tipton), John Wilkinson (Broseley), Stratford-at-Bow (Est londonien) puis 3 autres en 1777 en Cornouaille : Wheal Busy, Ting Tang et Chacewater.
- 1775 : la proportion de fonte au coke passe 55 % en Angleterre et nécessite le recours à la machine à vapeur[24]
- 1778 : l'Angleterre produit 48 300 tonnes de fonte (dont 23.100 dans le Shropshire) au 13.100 coke de fonte au bois, soit presque 4 fois moins[18].
- 1779 : l'Iron Bridge, premier pont métallique, construit sur le fleuve Severn à 60 km au nord-ouest de Birmingham, par douze associés, dont Abraham Darby III et John Wilkinson.
- 1782 : une manufacture de canons royale construite au Creusot. Le négociant stéphanois Christophe Guillaud trouve Saint-Étienne mieux situé, avec des mines très riches à faible coût[25]
- 1783 : percée de la Fosse Bleuse Borne à Anzin
- 1784 : brevet déposé par Henry Cort pour le puddlage, la fonte au coke devient encore plus opérationnelle.
- 1785 : première fonte au coke au Creusot sous la direction du Britannique William Wilkinson William Wilkinson, frère de John, avec Ignace de Wendel.
- 1786 : Alès, le Maréchal de Castries récupère à son profit les mines de charbon de Pierre-François Tubeuf, émigré en Amérique.
- 1787 : première barge d'acier, par John Wilkinson
- 1787 : la Compagnie de Carmaux emploie 200 personnes, creuse à 120 mètres et fond du fer au Saut du Tarn
- 1789 : la compagnie des mines d'Anzin, avec 27 puits, 12 machines à vapeur, 600 chevaux et 4000 ouvriers assure le tiers de la production française[26].
- 1789 : la fonte au coke représente 2 % de la production de fonte en France, qui est pourtant deux fois plus élevée (130 000 tonnes) qu'en Angleterre (63 000 tonnes)[27].
- 1789 : spéculation sur sociétés anglaises creusant les canaux permettant de diminuer le coût de livraison du charbon. En trois ans, 54 entrent en Bourse, levant un total de six millions de sterling.
- 1790 : la production atteint 310 000 tonnes à la compagnie des mines d'Anzin
- 1794 : Anzin, les actifs des nobles émigrés (qui représentaient 14 sols sur 24 sols) sont saisis et 46 % du capital revendu à un groupe de financiers issu de la Compagnie française des Indes orientales.
- 1794 : la Révolution contraint les Wendel à émigrer, leurs biens, dont les forges d'Hayange, sont vendus comme biens nationaux.

## XIXesiècle
- 1800 : environ 500 machine à vapeur de James Watt en circulation[28].
- 1800 : les mines de charbon d'Écosse produisent 2 millions de tonnes, celle de Newcastle 1,4 million
- 1800 : 11,2 millions de tonnes et de charbon et de lignite produites en Angleterre[29].
- 1802 : Les premières machines d'extraction à vapeur sont installées à la compagnie des mines d'Anzin
- 1806 : l'Angleterre produit 243 851 tonnes de fonte avec 161 fourneaux, deux fois plus qu'en 1796 (125 079 tonnes de fonte avec 124 fourneaux, dont 15 274 tonnes pour John Wilkinson)[18].
- 1810 : à Liège, procédé de la distillation de la houille permettant la fabrication de gaz d'éclairage qui servit 1811 à éclairer les rues. Loi minière et expansion du bassin wallon.
- 1812 : Saint-Étienne, travaux cartographiques de Louis-Antoine Beaunier le bassin de la Loire découpé en 65 (ou 64) concessions, dans un rapport de 46 pages.
- 1812 : la Loire représente selon Louis-Antoine Beaunier le tiers des charbons français contre la moitié avant la révolution, (hors Belgique et Sarre qui font deux tiers de l'empire élargi). Napoléon, en annexant la Sarre et la Belgique avait triplé la production française, encourageant l'acier fondu, à Liège. Après son abdication, Liège ne fait plus partie de la France[30].
- 1813 : le bassin composé de petites compagnies, souvent nées d'associations entre notables, employant 215, 96 et 30 ouvriers pour les trois plus grandes, la première étant celle d'Osmond[31]. Comme Liège, Saint-Étienne a trop de fosses dispersées mais pas de canal alors que Liège a la Meuse. Le bassin houiller de Rive-de-Gier est plus développé[32]
- 1815 : le géologue William Smith (1769-1839) trace une carte complète du Royaume-Uni.
- 1815 : 16,2 millions de tonnes et de charbon et de lignite en Angleterre contre 1,2 en Allemagne et 0,9 en France[29].
- 1818 : Forbach les explorations reprennent dans le prolongement du gisement sarrois. Le charbon est découvert à proximité du village de Schœneck
- 1824 : Saint-Étienne le gouvernement délivre la première concession minière.
- 1824 : François I de Wendel  acquiert pour 360 000 francs 1 250 hectares de forêts sans savoir que gît dessous le futur bassin houiller de la Lorraine découvert en 1856.
- 1827 : 23 km de long pour la première voie ferrée française, Saint-Étienne-Andrézieux, qui donne un débouché au premier bassin houiller de France, celui de la Loire (la rivière étant alors peu navigable).
- janvier 1829 : un groupe de négociants Lillois, la Compagnie Dumas, crée une société qui découvre en mai 1829 un riche gisement convoité aussi par la Compagnie des mines d'Anzin
- 1832 : la Compagnie Dumas devient Compagnie des mines de Douchy
- 1833 : l'action Compagnie des mines de Douchy passe de 2,2 francs à 300 francs en un an.
- 1833 : l'émeute des 4 sous à Anzin, des grévistes condamnés pour « coalition »[33].
- 1836 : entrée en Bourse de Bruxelles de la Société des Produits de Flénu, la Société du Levant de Flénu et de la Marcinelle et Couillet.
- 1836 : les lorrains Eugène et Adolphe Schneider, à la recherche d'un site pour des aciéries, rachètent les forges du Creusot.
- 1836 : la Compagnie des Mines de la Grand’Combe et des chemins de fer du Gard créée par l'industriel Paulin Talabot (1799-1885).
- 1840 : la France reléguée 4e avec 3,5 millions de tonnes, derrière l'Angleterre (34,2), l'Allemagne (4,4) et la Belgique (4,1), qui ont chacune doublé de volume en une décennie.
- Années 1840 : les mines belges, premières valeurs industrielles étrangères à Paris
- 1841 : madame De Clercq, riche propriétaire à Oignies, fait forer son parc, pour l'agrémenter de fontaines. Découverte de houille à 170 mètres, tenue secrète, forage à 400 mètres en 1842[34].
- 1847 : la Compagnie des mines de l'Escarpelle fondée en février pour exploiter la houille, dans le prolongement de la concession d'Aniche, vers le Pas-de-Calais, à Roost-Warendin, Leforest, Pont-de-la-Deûle, Dorignies et Auby[34].
- 1849 : premiers sondages et découverte dans la région lensoise, par trois industriels, Amé Tilloy, Jules Casteleyn et Antoine Scrive-Labbe. Ils s'associent avec la compagnie de Vicoigne qui avance la moitié des actions à la Société de Lens.
- 1860 : encore un tiers de la fonte française produite dans des hauts fourneaux au charbon de bois
- 1884 : grande grève des mineurs d'Anzin. Émile Zola choisit d'y situer l'action de Germinal et s'y rend lors de la grève des 12 000 mineurs[35].

## XXesiècle
- 1900 : Le puits Arthur-de-Buyer est le premier puits à dépasser les 1 000 mètres de profondeur en France.
- 1906 : Catastrophe de Courrières.
- 1913 : catastrophe minière de Senghenydd (en) au Pays de Galles.
- 1946 : Nationalisation des Houillères françaises en Charbonnages de France.
- 1958 : 3,3 millions de tonnes produites avec 20 000 ouvriers sur l'ensemble du bassin houiller d'Alès.
- 1975 : Mise en liquidation des Charbonnages du Bois-du-Luc après près de 300 ans d'activité.
- 1990 : Fin de l'épopée minière du Nord-Pas-de-Calais à la fosse no 9 de Oignie.

## XXIesiècle
- 2004 : Fin de l'extraction houillère en France au siège de la Houve des houillères de Lorraine en Moselle.
- 2007 : Liquidation de Charbonnages de France.

## Autres articles sur l'histoire des matières premières
- Histoire des matières premières
- Histoire des mines d'argent
- Histoire de la culture du cacao
- Histoire de la caféiculture
- Histoire de la culture de l'hévéa
- Histoire de la culture des céréales
- Histoire de la culture du coton
- Histoire de la laine et du drap
- Histoire des mines d'or
- Histoire de la soie
- Histoire de la culture des plantes sucrières
- Histoire de la culture du tabac
- Histoire de la production du cuivre
- Histoire des mines de bauxite
- Histoire de la production hydroélectrique dans le monde
- Histoire de la production d'aluminium
- Histoire de la production de zinc